# Homegrown (album de Neil Young)
Albums de Neil Young
Colorado
(2019) The Times
(2020)
Homegrown est le 41e album studio album de Neil Young sorti en 2020.

## Titres
1. Separate Ways (3:33)
2. Try (2:48)
3. Mexico (1:40)
4. Love Is A Rose (2:17)
5. Homegrown (2:47)
6. Florida (2:58)
7. Kansas (2:12)
8. We Don't Smoke It No More (4:50)
9. White Line (3:14)
10. Vacancy (3:58)
11. Little Wing (2:12)
12. Star Of Bethlehem (2:48)

## Musiciens
- Neil Young : guitare (1, 2, 4, 5, 7–12), harmonica (1, 4, 7–12), piano (2, 3), verres à vin (6), piano (6), narration (6), chant (1–5, 7–12) ;
- Ben Keith : pedal steel guitar (1, 2), lap slide guitare (5, 8, 10), Dobro (12), verres à vin (6), piano (6), narration (6), chant (2, 8, 10, 12)
- Tim Drummond :  basse, (1, 2, 4, 5, 8, 10, 12), chant (8, 10)
- Joe Yankee : piano (2)
- Levon Helm : batterie (1, 2)
- Karl Himmel : batterie (5, 8, 10, 12)
- Robbie Robertson : guitare (9)
- Emmylou Harris : chœurs (2, 12)
- Sandy Mazzeo : chœurs (8)
- Stan Szelest : piano (8), Wurlitzer piano (10)